# Jawad Ziyat
Jawad Ziyat (en arabe : جواد الزيات), né à Rabat en 1967, est un homme d'affaires marocain, dirigeant de football, PDG D'Injaz Holding et actuel président du Raja Club Athletic depuis le 7 juillet 2025.
Après avoir effectué sa formation à l'Université Joseph-Fourier et à Supélec, il entame sa carrière en 1991 chez Procter & Gamble, avant de rejoindre le Ministère du Tourisme en 1997. En 2005, il préside Jet4you, première compagnie aérienne low cost du pays, avant de rejoindre le conseil d'administration du Groupe Addoha en 2008. En 2016, il fonde Injaz Holding.
Il adhère au Raja Club Athletic en 2005, intègre le comité directeur de Abdellah Rhallam en 2008, puis devient vice-président de Abdesalam Hanat en 2010. Il revient en 2018 dans la commission provisoire dirigée par Mohamed Aouzal. Il est élu à l'unanimité le 13 septembre 2018. Sous sa présidence, le club remporte la Coupe de la confédération, la Supercoupe de la CAF et son premier championnat depuis sept ans. En 2019, le club présente un résultat net positif de 6MDH, une première depuis 2015. Face aux difficultés financières liées à la pandémie de Covid-19, il démissionne en décembre 2020, remplacé par Rachid Andaloussi.
En juin 2025, Ziyat revient sur la scène en annonçant sa candidature à la présidence du Raja. Il défend un projet de structuration pour activer la société sportive Raja SA, augmenter son budget grâce au partenariat stratégique avec Marsa Maroc et professionnaliser sa gouvernance. Le 7 juillet 2025, il est élu président du club. 

## Biographie
Jawad Ziyat est né en 1967 à Rabat de parents fonctionnaires originaires de Taza. Il décroche son bac en 1985 au Lycée Descartes, avant de s'envoler en France où il obtient un diplôme de maîtrise en Physique de l'Université Joseph-Fourier à Grenoble en 1989 suivi d'un diplôme d'ingénieur de l'École supérieure d'électricité-Supélec en 1991.

## Carrière

### Secteur public
En 1991, Jawad Ziyat commence sa carrière comme chef de production de détergents de la multinationale américaine Procter & Gamble, gérant 70 personnes et un budget de 20 MDH, avant de basculer vers le marketing où il lance notamment des marques à succès comme Pampers et Ace.
En novembre 1997, il est nommé Directeur des Aménagements et des Investissements au Ministère du Tourismeoù il est chargé de piloter des projets structurants visant à renforcer l’attractivité touristique du Royaume où il participe à la stratégie « Vision 2010 ».Il officie en parallèle en tant que vice‑président des Sociétés d’aménagement des baies d’Agadir et Tanger entre 1997 et 2005, et dirige le comité de négociation avec les tours opérateurs,.

### Jet4you et Addoha
En mai 2005, après près de huit années passées au service de l’administration, il décide de revenir au secteur privé. En août 2005, il est nommé Président du directoire de Jet4you, une compagnie aérienne marocaine low-cost nouvellement créée. Il est chargé de mettre en place et de structurer cette entreprise dans un secteur très concurrentiel. Sous sa direction, Jet4you connaît un démarrage rapide, avec une stratégie axée sur la démocratisation du transport aérien pour les Marocains et la connexion du pays avec plusieurs destinations européennes.
En 2008, il rejoint le Groupe Addoha, l’un des géants de l’immobilier au Maroc en qualité de Directeur général en charge de la Business unit Haut standing du Groupe. Il y occupe des fonctions de direction dans un contexte de forte expansion du secteur immobilier.

### Entreprenariat
En janvier 2016, il décide alors de se lancer pour son propre compte en créant le Groupe Injaz Holding. Cette entreprise se positionne comme un acteur diversifié, intervenant notamment dans le conseil stratégique, le développement de projets et l’investissement. Cette initiative traduit la volonté de Jawad Ziyat capitaliser sur ses expériences pour mener ses propres projets et accompagner d’autres structures dans leur croissance.
Il s’associe avec deux opérateurs de métallurgie dans la société With Steel, spécialisée dans la construction métallique. En deux ans, la société affiche déjà un chiffre d’affaires de 20 millions de DH. Parmi ses chantiers, l’extension de l’usine de Pepsi à Bouskoura, l'usine du Petit Forestier, leader européen du froid, et l’Hôtel Fairmont à Rabat.
En mai 2021, il cofonde le service de coursier VotreColis.ma avec Ismael Belkhayat, le frère de Moncef Belkhayat, et Khalid Chami, président du conseil de surveillance de la Société Générale Maroc.
En 2022, Jawad Ziyat se lance dans la promotion immobilière en créant Orion 1091 avec le patron d'Aveo Energie, Mehdi Abderrahmani Ghorfi. les deux hommes sont représentés au sein du tour de table d'Orion 1091 à travers Onyxam (1 part sur 1000), détenue à 50% par Injaz Holding, l'autre moitié étant répartie entre Next Ventures et Artemis Invest, toutes deux sous le giron de Ghorfi (999 parts).

## Raja CA
En 2005, il devient adhérent au Raja Club Athletic. Il intègre le comité directeur de Abdellah Rhallam en 2008 avant de devenir vice-président de Abdesalam Hanat en 2010. Le Raja gagne le championnat 2010-2011 avant que Ziyat ne quitte le comité.

### Premier mandat
Le 13 avril 2018, après la démission de Said Hasbane, il intègre la commission provisoire de Mohamed Aouzal chargée de diriger le club. Le 2 mai 2018, Fathi Jamal est nommé directeur sportif. Les changements qu'ils opèrent connaissent un grand succès dès ses premiers mois, à leur tête la réouverture du centre de formation du club, fermé depuis quelques mois,. En août, alors que l'assemblée élective est prévue pour le 13 septembre, Ziyat est pressenti pour se porter candidat à la présidence du club avec l'appui du conseil consultatif, plus connu comme le «conseil des sages».
Le 13 septembre, il devient président du Raja Club Athletic et promet de poursuivre le travail de la commission provisoire,. Le 12 octobre, il annonce la composition de son comité directeur. Le 2 décembre 2018, le Roi Mohammed VI le félicite par appel après le sacre du Raja en Coupe de la confédération 2018. Le 29 mars 2019, les Verts décroche leur deuxième Supercoupe d'Afrique.
Jawad Ziyat dévoile ses ambitions pour la prochaine saison pour son premier mercato estival. Mohsine Moutouali, Sanad Al Warfali, Fabrice Ngoma, Omar Arjoune, Ben Malango et Hamid Ahaddad débarquent au Oasis. Les supporters sont au rendez-vous à leurs tours; ils battent le record national du nombre d'abonnements annuels avec 13 000 unités. 
Le 17 octobre 2019, le comité présente le rapport financier de la saison 2018-2019 qui affiche un résultat net positif de 6MDH, pour la première fois depuis 2015,. Les adhérents du club votent à l’unanimité la résolution habilitant le comité de Ziyat, à procéder à la création de la société anonyme sous la forme préconisée par la Fédération. En septembre 2020, la société est créée, avec la conservation de l'association Raja CA, principale actionnaire avec 2984 actions.
Le 11 octobre 2020, le Raja remporte son 12e championnat aux derniers instants après un scénario épique. 
Le 15 novembre, Jawad Ziyat réunit les membres de son comité directeur par visioconférence pour leur faire part de sa décision de mettre un terme à son mandat, avec effet à la date de la prochaine assemblée élective. Il explique cette décision par les difficultés financières liées à la pandémie de Covid-19 qu’il n’a pas pu gérer. Le 14 décembre, il démissionne et Rachid Andaloussi lui succède en tant que président intérimaire conformément au chapitre 4 des statuts du club.
En septembre 2024, alors que le club s'apprête à tenir la prochaine assemblée élective après l'arrestation de Mohamed Boudrika, Ziyat nie toute intention de se porter candidat à la présidence. Il déclare à Le Site Info: « Le véritable problème réside dans le retard pris pour mettre en œuvre le modèle de la société sportive. Le système de l’association sportive n’est plus adapté à la gestion des clubs marocains. Il est inconcevable que le Raja change chaque saison de président. Nous devons passer à une nouvelle étape, ouvrir la porte aux investisseurs et élaborer un plan d’action sur cinq ou dix ans ». Il ajoute: « Le problème du Raja est avant tout structurel, garder le système de l’association ferait perdre au Raja entre 30 et 40 MDH chaque saison ».

### Deuxième mandat
Le 26 juin 2025, Jawad Ziyat annonce sa candidature à la présidence du Raja et fait face à deux autres candidats, Abdellah Biraouine et Said Hasbane. L'annonce était attendue, dans un contexte où le club s'apprête à franchir une étape majeure dans sa restructuration avec l'activation de sa société anonyme. Il déclare à Médias 24 que son premier objectif est de mener à bien le lancement du partenariat stratégique avec Marsa Maroc. Ce projet, dévoilé fin mai par le Conseil consultatif du club, prévoit la montée en puissance d'un nouvel acteur clé : la société sportive du Raja, dotée d'un capital de 250 millions de dirhams (MDH), dont 150 MDH seront injectés par Marsa Maroc. En échange, l'opérateur portuaire détiendrait 60% du capital pendant 10 ans, tandis que l'association du Raja en conserverait 40% grâce à l'apport en nature de ses actifs (équipe A, centre de formation et droits sur la marque). Cette structuration vise une professionnalisation profonde de la gouvernance du club, avec un conseil d'administration indépendant, une séparation entre les fonctions sportives et administratives, et une feuille de route pluriannuelle inspirée des standards de clubs européens. À terme, l'objectif est de multiplier par trois le chiffre d'affaires du club, pour le faire passer de 100 à 300 MDH par an, selon les projections avancées par Jawad Ziyat.
Le 7 juillet 2025, Jawad Ziyat est élu nouveau président du Raja CA après plus de huit heures d'une assemblée générale marquée par des débats houleux et des tensions palpables, et qui a été suivie par plus de 5 millions de personnes sur les plateformes de diffusion, un record. Au premier tour, il collecte 67 voix contre 40 pour Abdellah Biraouine et 35 pour Said Hasbane, avant de remporter le deuxième tour face à Biraouine (91 contre 43). Le Parlement du Raja a également voté à l’unanimité l'activation de la société Raja SA et le projet de partenariat avec Marsa Maroc. Ziyat monte sur l'estrade sous les applaudissements et s'exprime brièvement: « C'est une nouvelle ère pour le Raja, où le succès sera constant. Et je vous promets de placer le Raja sur le podium africain pour très longtemps ».
Le 2 août 2025, Jawad Ziyat et Driss Agoujjim, directeur financier de Marsa Maroc et président de Ports4Impact, signent le partenariat stratégique avec la présence de Fouzi Lekjaa. Ports4Impact, entité porteuse de la politique RSE de Marsa Maroc, entre dans le capital du Raja à hauteur de 60%, pour un apport de 150 millions de DH étalé sur 3 années. En 1987, l'Office d'Exploitation des Ports (ODEP), prédécesseur de Marsa Maroc, a lancé son parrainage du Raja qui est devenu, au fil des années, un engagement fort et renouvelé au fil des saisons, poursuivi depuis par Marsa Maroc. Ports4Impact précise que cette opération ne s’inscrit pas dans un objectif de rentabilité financière, mais elle traduit une volonté de prolonger cette alliance historique et de contribuer à la reconstruction du club, au-delà de toute considération lucrative. Si des bénéfices venaient à être générés, ils seront réinjectés intégralement dans le club. Le rôle de Ports4Impact sera exclusivement axé sur les domaines dans lesquels Marsa Maroc dispose d’une expertise avérée et où elle pourrait apporter une valeur ajoutée en matière de gouvernance. En sa qualité d’actionnaire majoritaire de la société Raja Club Athletic S.A., Ports4Impact en désignera le président, qui sera chargé de piloter les activités relevant de la gestion institutionnelle du club. Le gestion sportive continuera à être assurée par l'association à travers ses propres organes dirigeants.
Le 18 août 2025, le club annonce avoir réglé l’ensemble de ses litiges locaux et internationaux, qui avaient entraîné des interdictions d’enregistrement des nouveaux joueurs pour la saison 2025-2026. Le club précise que 31 millions de dirhams ont été mobilisés pour régler 36 dossiers, incluant également des pré-litiges, des mises en demeure ainsi que des protocoles de résiliation,.

## Palmarès

### En tant que vice-président
- Champion du Maroc en 2010-11 (1)

### En tant que président
- Champion du Maroc en 2019-20 (1)
  - Vice-champion en 2018-19
- Coupe de la confédération en 2018 (1)
- Supercoupe de la CAF en 2019 (1)